# Douglass, Kansas
Douglass är en ort i Butler County i Kansas. Vid 2010 års folkräkning hade Douglass 1 700 invånare.